# Руководящие ископаемые

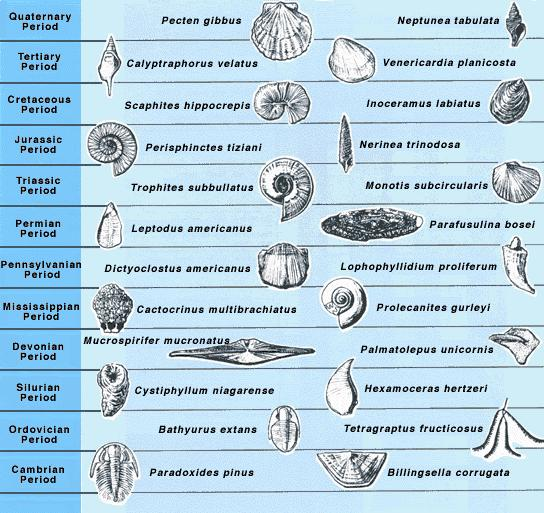
Геохронологическая шкала с изображёнными на ней руководящими ископаемыми

Руководя́щие ископа́емые, или руководя́щие фо́рмы, — ископаемые остатки живых организмов, свойственные осадочным отложениям определённого геологического возраста и позволяющие выделять различные биостратиграфические подразделения. Как правило, в качестве руководящих ископаемых используются остатки организмов с узким временным и широким географическим распространением, а также характеризующихся значительным обилием в породах и чётко выраженными морфологическими признаками, позволяющими однозначно их идентифицировать.
В морских отложениях к наиболее значимым руководящим ископаемым относятся акритархи, остатки археоциат, трилобитов, плеченогих, конодонтов, граптолитов, коралловых полипов, фораминифер, аммонитов, белемнитов, двустворчатых моллюсков и нанопланктона, а к континентальным — остатки высших растений (в том числе их споры и пыльца), двустворчатых и брюхоногих моллюсков, земноводных, пресмыкающихся и млекопитающих.
Определение геологического относительного возраста горных пород по руководящим ископаемым называется методом руководящих ископаемых или палеонтологическим методом.
Данный метод, при всей своей простоте, имеет уязвимости:
- нередко разные группы организмов имеют схожее строение, не будучи современниками;
- породы, сформировавшиеся в одно и то же время, но при различных местных климатических условиях, могут содержать различные наборы окаменелостей.

Таким образом, метод руководящих ископаемых служит для определения возраста пород в основном в комплексе с другими методами (например, радиоизотопным датированием).